# 市川浩史
市川 浩史（いちかわ ひろふみ、1956年 - ）は、日本の日本思想史学者、群馬県立女子大学教授。徳島県生まれ。1980年、東北大学文学部卒業。1988年、同大学大学院博士課程後期単位取得退学、群馬県立女子大学文学部専任講師。1990年に助教授、2003年に教授。同年、「日本中世の光と影 「内なる三国」の思想」で、東北大学博士（文学）。

## 著書
- 『親鸞の思想構造序説』吉川弘文館、1987 中世史研究選書
- 『日本中世の光と影 「内なる三国」の思想』ぺりかん社、1999
- 『吾妻鏡の思想史 北条時頼を読む』吉川弘文館、2002 オンデマンド版　2023　ISBN　9784642726740
- 『日本中世の歴史意識 三国・末法・日本』法藏館、2005
- 『安穏の思想史 親鸞・救済への希求』法藏館、2009
- 『日蓮と鎌倉（人をあるく）』吉川弘文館、2014　ISBN　9784642067782
- 『柏木義円と親鸞― 近代のキリスト教をめぐる相克』ぺりかん社、2016